# La chica del lunes
La chica del lunes è un film di produzione argentina del 1967 diretto da Leopoldo Torre Nilsson, interpretato dagli attori statunitensi Arthur Kennedy e Geraldine Page.